# Semperit AG
Semperit AG, österrikisk gummitillverkare, f.d. däcktillverkare Semperits däcktillverkning (varumärket Semperit) ingår sedan 1985 i Continental AG.

## Historia

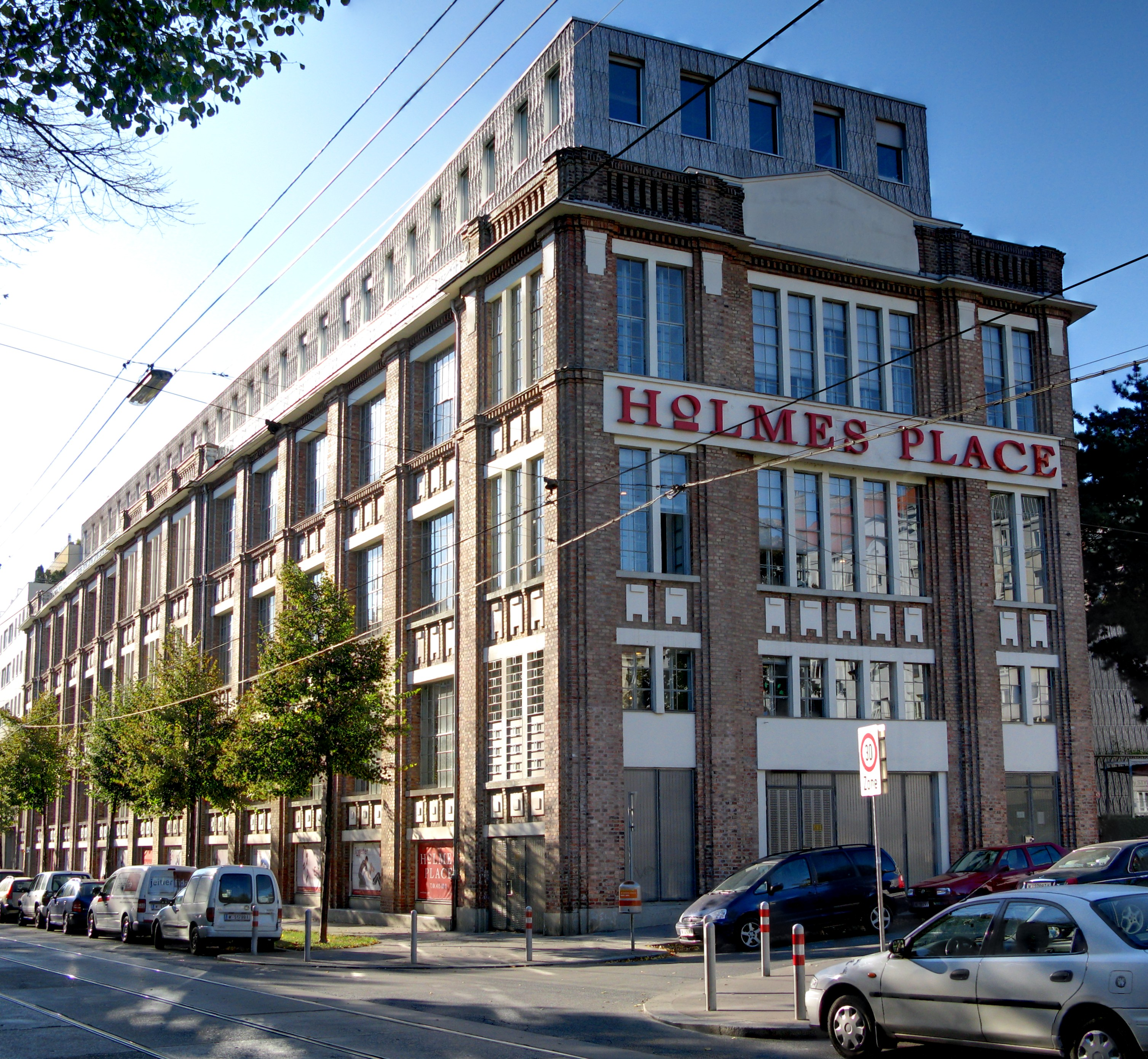
Före detta Gummifabrik Semperit

Semperit skapades genom flera fusioner i början av 1900-talet där det äldsta bolaget var Vereinigte Gummiwaren Fabriken Harburg - Wien. Det bolagets rötter gick går tillbaka till 1824 och grundades av Johann Nepomuk Reithoffer (1781–1872). Namnet Semperit har sitt ursprung i det av Josef Miskolczy 1898 grundade Gummiwarenfabrik Miskolczy. Miskolczy valde varumärket Semperit som på latin betyder "fungerar alltid". Fusioner skedde under 1910-talet där flera gummitillverkare i Österrike blev en del av Semperit. De olika fusionerna ledde till att Semperit 1925 hade nio olika produktionsorter och 9000 anställda. 
Under Österrikes tid som del av Tyskland 1938-1945 blev Semperit samordnat med Continental AG. Efter andra världskriget monterade Sovjetunionen ner maskiner och fraktade iväg som krigsskadestånd. En återuppbyggnad tog vid och Semperit växte till att bli ett av Österrikes största företag.
Semperit inledde på 1960-talet ett samarbete med Sava i Slovenien där däck tillverkades på licens av Sava. Bolagen bildade sedermera ett gemensamt tillverkningsbolag. 
Under 1970-talets oljekriser drabbades Semperit av sämre ekonomi och under 1980-talet följde omstruktureringar av koncernen och man omstrukturerade och sålde av delar, bl.a. däcktillverkningen, Semperit Reifen AG, som 1985 blev en del av Continental.